# ميخائيل آي. جوردن
ميخائيل آي. جوردن (بالإنجليزية: Michael I. Jordan)‏ هو عالم حاسوب وأستاذ جامعي أمريكي، ولد في 1956 في ماريلند في الولايات المتحدة.